# Хапоэль (футбольный клуб, Раанана)
«Хапоэль» — израильский футбольный клуб из города Раанана. Выступает в Израильской Премьер-Лиге. Основан в 1972 году. Играет на стадионе Левита, расположенном в городке Кфар-Сава.

## История
Хапоэль Раанана существовал еще в 1950-60х годах, в частности выступал в малозначимом южном дивизионе Лиге Бет (в настоящее время 4-я по уровню лига в чемпионате Израиля) в сезоне 1951/52.
В 1972 году клуб был реорганизован, и именно эта дата считается датой основания клуба. В середине 1990-х клуб выступал в Лиге Гимель (низшая, 5-я по уровню лига). В 1995 году началось восхождение клуба, и в 1997 году клуб завоевал путевку в Лигу Бет. А спустя год и путевку в Лигу Алеф (в данный момент 3ья по уровню в Израиле). В сезоне 1998/99 команда становится чемпионом Северного Дивизиона этой лиги и зарабатывает путевку в Лигу Арцит (была в тот момент третьей по уровню, сейчас расформирована). В сезоне 1999—2000 команда занимает лишь третье место, а уже в следующем сезоне становится чемпионом лиги и пробивается в Лигу Леумит (вторую по значимости).
В сезоне 2008/09 Хапоэль Раанана впервые в своей истории добивается выхода в Премьер-Лигу. Правда, из-за несоответствия домашнего стадиона регламенту Премьер-Лиги, команда вынуждена играть домашние матчи в соседнем городе.
В январе 2010 года правительство города опубликовало план на строительство 7,5-тысячного стадиона для клуба.

## Достижения
- Лига Гимель (Шарон) (1):
  - 1996-97

- Лига Бет (Юг А) (1):
  - 1997-98

- Лига Алеф (Север) (1):
  - 1998-99

- Лига Арцит (1):
  - 2000-01